# Den glade Enke (film, 1906)
Den glade Enke je dánský němý film z roku 1906. Režisérem je Viggo Larsen (1880–1957). Film je dlouhý 139 metrů.
Jedná se o první filmovou adaptaci operety Veselá vdova (1905) od Franze Lehára (1870–1948). 